# Le Flon
Le Flon is een gemeente en plaats in het Zwitserse kanton Fribourg, en maakt deel uit van het district Veveyse.
Le Flon telt 1.211 inwoners.